# جون مور-بيك
اللواء جون ديفيد (ديف) مور-بيك (بالإنجليزية: John David ('Dave') Moore-Bick)‏ (ولد في 10 أكتوبر 1949) ضابط سابق في الجيش البريطاني الذي قاد قيادة دعم المملكة المتحدة في ألمانيا.
جون مور-بيك هو الأخ الأصغر للسير مارتن مور-بيك قاضي العدل في الاستئناف.

## المسيرة العسكرية
تعلم مور-بيك في كلية سانت كاترين في أكسفورد ثم عين في المدفعية الملكية في عام 1971 ونقل إلى المهندسين الملكيين في عام 1972. حضر دورة الأركان العامة الألمانية من 1980 إلى 1982. أصبح مساعد عسكري لرئيس اللجنة العسكرية للناتو في عام 1987 وشغل منصب قائد الفوج الهندسي 21 خلال حرب الخليج الثانية وبعد حضور أعلى دورة للقيادة والأركان في كلية الموظفين في كامبرلي في عام 1994 ثم أصبح المهندس الرئيسي لقوة تنفيذ الحلف الأطلسي في البوسنة والهرسك في عام 1995. أصبح مديرا لواجبات الموظفين في وزارة الدفاع في عام 1997 وأصبح رئيسا لفريق الدراسة في التدريب الأكاديمي للدراسات العليا للدفاع في عام 1999 وعين مستشارا عسكريا للمندوب السامي للبوسنة والهرسك في عام 2000. أصبح ضابطا عاما بقيادة قيادة دعم المملكة المتحدة في ألمانيا في عام 2001 ثم مستشارا خاصا للدفاع عن المملكة المتحدة لصربيا والجبل الأسود في عام 2003 قبل أن يتقاعد في عام 2005.
شغل منصب أمين عام جمعية المعاشات التقاعدية للقوات ورئاسة محافظي مدرسة سكينرز في تونبريدج ويلز في كنت. يشغل أيضا منصب نائب ملازم شرق ساسكس.